# جيمس إل. باركر
جيمس إل. باركر (بالإنجليزية: James L. Barker)‏ هو مؤرخ أمريكي، ولد في 27 يوليو 1880، وتوفي في 1955.